# Paul Shirley
Paul Murphy Shirley (Redwood City, California, 23 de diciembre de 1977)  es un exbaloncestista estadounidense. Con 2,08 de estatura, jugaba en el puesto de pívot. Actuó en la NBA como miembro de los Atlanta Hawks, los Chicago Bulls y los Phoenix Suns, además de haber jugado en ligas de Europa y Asia. 
Durante su carrera como jugador profesional de baloncesto creó un blog en el cual comentaba su experiencia en los Phoenix Suns durante la temporada. Ello fue el inicio de una carrera posterior como periodista y escritor.

## Carrera deportiva
Shirley nació en California, pero creció en un pequeño pueblo de Kansas. Si bien jugó al baloncesto durante su paso por la Jefferson West High School, ninguna universidad le ofreció una beca deportiva. Por ello ingresó a la Universidad Estatal de Iowa como estudiante de ingeniería mecánica, y se unió a los Cyclones, el equipo de baloncesto de la institución enrolado en la Big 12 Conference de la División I de la NCAA. Shirley comenzó como walk-on (es decir como un jugador de reserva en el equipo con mínimas chances de jugar), progresando hasta convertirse en titular del equipo. Entre sus compañeros se encontraban algunos jugadores como Marcus Fizer, Kelvin Cato o Jamaal Tinsley, que luego llegarían a la NBA. Durante su paso por la universidad, Shirley recibió el premio Academic All-America por haberse destacado como atleta y como estudiante.
Como jugador profesional se destacó por ser un trotamundos del baloncesto, ya que llegó a jugar en once equipos de cinco países diferentes. Jugó en torneos oficiales con los Atlanta Hawks, los Chicago Bulls y los Phoenix Suns, además de haber disputado la NBA Summer League de 2006 con los Minnesota Timberwolves.

## Carrera como escritor
En su país de origen, Shirley es conocido por escribir un diario personal en línea mientras jugaba con los Phoenix Suns durante la temporada 2004-2005. Después de la eliminación de su equipo en los playoffs, los Suns decidieron no renovarle su contrato, ya que había tenido muy poco protagonismo jugando como duodécimo hombre. Fue también el autor de un blog para ESPN.com titulado My So-Called Career (Mi carrera, por así decirle).
Los primeros dos blogs de Shirley destacaron por sus ingeniosos, cultos, francos y a veces sarcásticos comentarios sobre equipos, jugadores, aficionados, medios de comunicación, animadoras y el juego del baloncesto en general, así como sobre otros temas no relacionados con el deporte.
Su popularidad fue producto de su estilo atípico. Shirley utilizaba un vocabulario muy rico para expresarse, criticaba abiertamente a los aficionados y al público en general, y hasta cuestionaba el patriotismo de su país. En uno de sus artículos anotó de sus compatriotas: "Suelo llevarme mejor con los jugadores extranjeros. Suelen ser más receptivos a una conversación inteligente”.
En 2008, mientras su carrera como deportista estaba llegando a su fin en España, el diario El País lo contrató para que escribiese en su sección deportiva la columna "Historias de un Tío Alto", la cual se publicó hasta 2015.
Can I Keep My Jersey? fue su primer libro, publicado en mayo de 2007. Allí relata su experiencia como baloncestista profesional. Posteriormente publicó los libros Stories I Tell On Dates en 2017 y Ball Boy en 2021. 